# Elio Petri
Elio Petri (Roma, 29 de janeiro de 1929 — Roma, 10 de novembro de 1982) foi um cineasta e roteirista italiano.
Autor de um cinema político, Petri começou como co-roteirista de filmes de Giuseppe De Santis e, embora optasse em 1960 pela carreira de realizador, jamais deixaria de fornecer enredos para outros cineastas.

Foi membro do Partido Comunista Italiano em 1957.

## Filmografia

### Como realizador
- 1961 : L'assassino...(pt: "O assassino"), com Marcello Mastroianni
- 1962 : I giorni contati...(pt: "Dias contados")
- 1963 : Il maestro di Vigevano, com Alberto Sordi
- 1964 : Nudi per vivere, co-realizado por Giuliano Montaldo e Giulio Questi
- 1964 : Alta infedeltà, com Charles Aznavour e Claire Bloom, co-realizado por Mario Monicelli, Franco Rossi e Luciano Salce
- 1961 : La decima vittima...(pt: "A décima vítima"), com Marcello Mastroianni e Ursula Andress
- 1967 : A ciascuno il suo, com Gian Maria Volonté e Irene Papas
- 1969 : Un tranquillo posto di campagna, com Franco Nero e Vanessa Redgrave
- 1970 : Indagine su un cittadino al di sopra di ogni sospetto...(pt: "Inquérito a um cidadão acima de qualquer suspeita"), com Gian Maria Volonté e Florinda Bolkan
- 1971 : La classe operaia va in paradiso...(pt: "A classe operária vai para o paraíso"), com Gian Maria Volonté
- 1973 : La proprietà non è più un furto...(pt: "Não se brinca com o dinheiro")
- 1976 : Todo modo...(pt: "Todo modo"), com Gian Maria Volonté e Marcello Mastroianni
- 1978 : Le mani sporche, feito para televisão e baseado na obra homónima de Jean-Paul Sartre, com Marcello Mastroianni
- 1979 : Le buone notizie, com Giancarlo Giannini

### Só como roteirista
- 1963 : I mostri, de Dino Risi
- 1960 : L'impiegato, de Gianni Puccini
- 1960 : Il carro armato dell'8 settembre, de Gianni Puccini
- 1960 : Il gobbo, de Carlo Lizzani
- 1960 : La garçonnière, de Giuseppe De Santis
- 1959 : Le notti dei Teddy Boys, de Leopoldo Savona
- 1959 : Vlak bez voznog reda, de Veljko Bulajic
- 1959 : Un ettaro di cielo, de Aglauco Casadio
- 1959 : Vento del Sud, de Enzo Provenzale
- 1958 : La strada lunga un anno, de Giuseppe De Santis
- 1956 : Uomini e lupi, de Giuseppe De Santis
- 1955 : Quando tramonta il sole, de Guido Brignone
- 1954 : Giorni d'amore, de Giuseppe De Santis
- 1954 : Donne proibite, de Giuseppe Amato
- 1953 : Un marito per Anna Zaccheo, de Giuseppe De Santis

## Publications
- Roma ore 11 (Rome & Milan: Sellerio Editore Palermo, 1956; 2004).
- L’assassino (Milan: Zibetti, 1962). With Tonino Guerra.
- Indagine su un cittadino al di sopra ogni sospetto (Rome: Tindalo, 1970). With Ugo Pirro.
- La proprietà non è più un furto (Milan: Bompiani, 1973). With Ugo Pirro.
- Scritti di cinema e di vita, ed. by Jean A. Gili (Rome: Bulzoni Editore, 2007).
- Writings On Cinema & Life (New York: Contra Mundum Press, 2013). Ed. by Jean A. Gili